# Oldřišov
Oldřišov (en allemand : Odersch ; en polonais : Oldrzyszów) est une commune du district d'Opava, dans la région de Moravie-Silésie, en République tchèque. Sa population s'élevait à 1 442 habitants en 2021.

## Géographie
Oldřišov se trouve à 8 km au nord-ouest de Kravaře, à 8 km au nord-est d'Opava, à 29 km au nord-ouest d'Ostrava et à 253 km à l’est de Prague.
La commune est limitée par la Pologne au nord-ouest et au nord, par Hněvošice et Služovice à l'est, par Chlebičov et Velké Hoštice au sud, et par Opava au sud et au sud-ouest.

## Histoire
La première mention écrite de la localité date de 1234.

## Transports
Par la route, Oldřišov se trouve à 9,5 km d'Opava, à 38,5 km de Ostrava et à 333 km de Prague.